# 95 av. J.-C.
Cette page concerne l'année 95 av. J.-C. du calendrier julien proleptique.

## Événements
- 17 novembre 96 av. J.-C. (1er janvier 659 du calendrier romain) : début à Rome du consulat de Quintus Mucius Scævola et Lucius Licinius Crassus[1].
  - Lex Licinia Mucia qui prévoit l'expulsion de Rome et le renvoi dans leurs cités respectives des Latins et des Italiens qui se seraient fait inscrire par fraude comme citoyens romains[1].

- Antiochos IX de Cyzique est tué par Séleucos VI Épiphane. Cléopâtre V Séléné épouse Antiochos X Eusèbe, fils de son troisième mari[2]. Démétrios III s'empare de Damas avec l'aide du souverain lagide Ptolémée Lathyros et règne sur le Sud de la Syrie (fin en 83 av. J.-C.)[3]. La Syrie séleucide est divisée.

- Début du règne d'Ariobarzane Ier Philoromaios, roi de Cappadoce (fin en 63 av. J.-C.)[4].

- Mithridate II, roi des Parthes intervient en Arménie contre son cousin  Artavazde, et exige que Tigrane, fils et héritier d’Artavazde, lui soit livré comme otage. À la mort d’Artavazde, il relâche Tigrane moyennant la cession de 70 districts arméniens. Tigrane II le Grand devient roi d'Arménie et commence à étendre son empire (fin de règne en 55 av. J.-C.)[5].
- Procès de Sylla devant la justice sénatoriale. Sa gestion du proconsulat de la Province romaine de Cilicie l'an dernier et ses activités diplomatiques lui sont reprochées par ses adversaires politiques. Le procès n'aboutit pas, car l'accusateur ne se présente pas à l'audience[6].

## Naissances
- Caton d'Utique

## Décès
- Antiochos IX, roi de Syrie.
- Artavazde (II), roi d'Arménie.
- Antialkides, roi indo-grec de Taxila.